# Harangláb (építmény)
A harangláb kisebb, ácsolt építmény, melyben harang függ. Tájegységileg leginkább az Őrségre és tágabb környékére jellemző, de Nógrád és Somogy vármegyében is számos harangláb található.
A haranglábak szerkezete lehet egyszerű, Y alakú ágasfa (egyoszlopos harangláb), kétoszlopos, néhány helyen ácskötésekkel rögzített építmény, vagy az ennél stabilabb, négyoszlopos struktúra. Utóbbit két csoportra oszthatjuk, attól függően, hogy a tartóoszlopok gúlaszerűen egymásnak vannak-e támasztva, vagy a függőleges oszlopokat talpgerendás szerkezetbe foglalták-e – ilyenkor két zsindely- v. sövénytető készült, a nagyobbik a szerkezetet, a kisebbik a harangot, egyúttal a harangozót is védte. Ebben az esetben szoknyás haranglábról beszélhetünk.

## Dunántúli haranglábak

### Az Őrségben
A történelmi Őrségben különösen nagy hagyománya van a haranglábnak, leghíresebb a Szomorócon található, 1877-ben épült, boronafallal körülvett egyoszlopos harangláb. A harang felirata a szomoróci lakosság határozott fellépésére emlékeztet, mellyel sikerült elérni, hogy az első világháború után a Szerb–Horvát–Szlovén Királysághoz csatolt falu 1922. február 9-én újra visszakerüljön Magyarországhoz.
Ugyanilyen híres az Őrségben a legrégebbi, 1755-ben épült pankaszi szoknyás harangláb. A talpgerendák és a tartóoszlopok tölgyfából készült, a szoknyát zsúp, a toronysisakokat fazsindely védi.

### Az Őrségen kívül
Az Őrségen kívül található még harangláb a Zala vármegyei Lentin, Lentiszombathelyen, Sárhidán, Kisszigeten és Alsócsödén és a Győr-Moson-Sopron vármegyei Árpáson, Győrságon és Téten, továbbá igen nagy számban a szatmári és beregi településeken is.